# Норелл, Тим
Тим Арнольд Норелл (швед. Tim Arnold Norell; 25 октября 1955, Älvsjö, Стокгольм — 16 декабря 2023, Стокгольм) — шведский композитор и музыкант, является автором подавляющего большинства песен шведской группы Secret Service.

## Биография
Музыкальная карьера Тима Норелла началась, когда в 1979 году он вместе с Улой Хоканссоном и Ульфом Вальбергом основал шведскую группу Secret Service. Тим Норелл написал музыку ко всем песням этой группы (за исключением двух), среди которых такие международные хиты как «Oh Susie», «Ten O’clock Postman» и «Flash In The Night». Последние две пользовались колоссальным успехом в СССР. Тим являлся «закулисным» участником группы — не фотографировался, не выступал на сцене (до 2006 года), предпочитая работу в студии.
После Secret Service Тим Норелл продолжил творческую карьеру как один из участников авторского трио Norell Oson Bard. Тим Норелл писал всю музыку, а Ула Хоканссон и Александр Бард писали тексты к его мелодиям.
Тим Норелл и Ула Хоканссон вместе с Андерсом Ханссоном спродюсировали хиты с такими артистами как Jerry Williams, Lena Philipsson, Агнета Фельтског из ABBA, Tommy Nilsson, Tone Norum, Lili & Susie, Ankie Bagger, The Boppers, Andreas Lundstedt, Lisa Nilsson, Troll и Jakie Quartz.
В 1986 году для заявки Шведского олимпийского комитета на участие в зимних Олимпийских играх 1992 года Тим Норелл написал и спродюсировал две дуэтные композиции с Агнетой Фельтског и Улой Хоканссоном: «The Way You Are» и «Fly Like The Eagle». Швеция не выиграла ту заявку, но песни стали хитами.
Тим Норелл несколько раз участвовал в шведском фестивале мелодий, на котором в 1989 году занял первое место с Томми Нильссоном — «A Day». Они также заняли 4-е место в том же году с Lili & Susie — «Okay, Okay». Ранее в 1987 году Тим Норелл занял пятое место с Леной Филипссон — «Dancing In Neon», а в 1996 году Андреас Лундштедт занял второе место с «Driver Dagg Faller Regn».
С 2000-х годов Тим Норелл активно занимался написанием новых песен, работал над мюзиклом и выступал с концертным составом своей группы Secret Service. В 2012 вышел альбом редких и неизданных песен группы Secret Service «The Lost Box», а в 2022 году — «Secret Mission», полностью состоящий из новых песен, написанных Тимом Нореллом.
16 декабря 2023 года после года борьбы с онкологическим заболеванием Тим Норелл скончался в Стокгольме.